# Pustomîtî
Pustomîtî (în ucraineană Пустомити, în poloneză Pustomyty) este orașul raional de reședință al raionului Pustomîtî din regiunea Liov, Ucraina. În afara localității principale, mai cuprinde și satul Navaria.

## Demografie
Componența lingvistică a orașului Pustomîtî
     Ucraineană (98,6%)
     Rusă (1,13%)
     Alte limbi (0,07%)
Conform recensământului din 2001, majoritatea populației orașului Pustomîtî era vorbitoare de ucraineană (98,6%), existând în minoritate și vorbitori de rusă (1,13%).

## Galerie de imagini

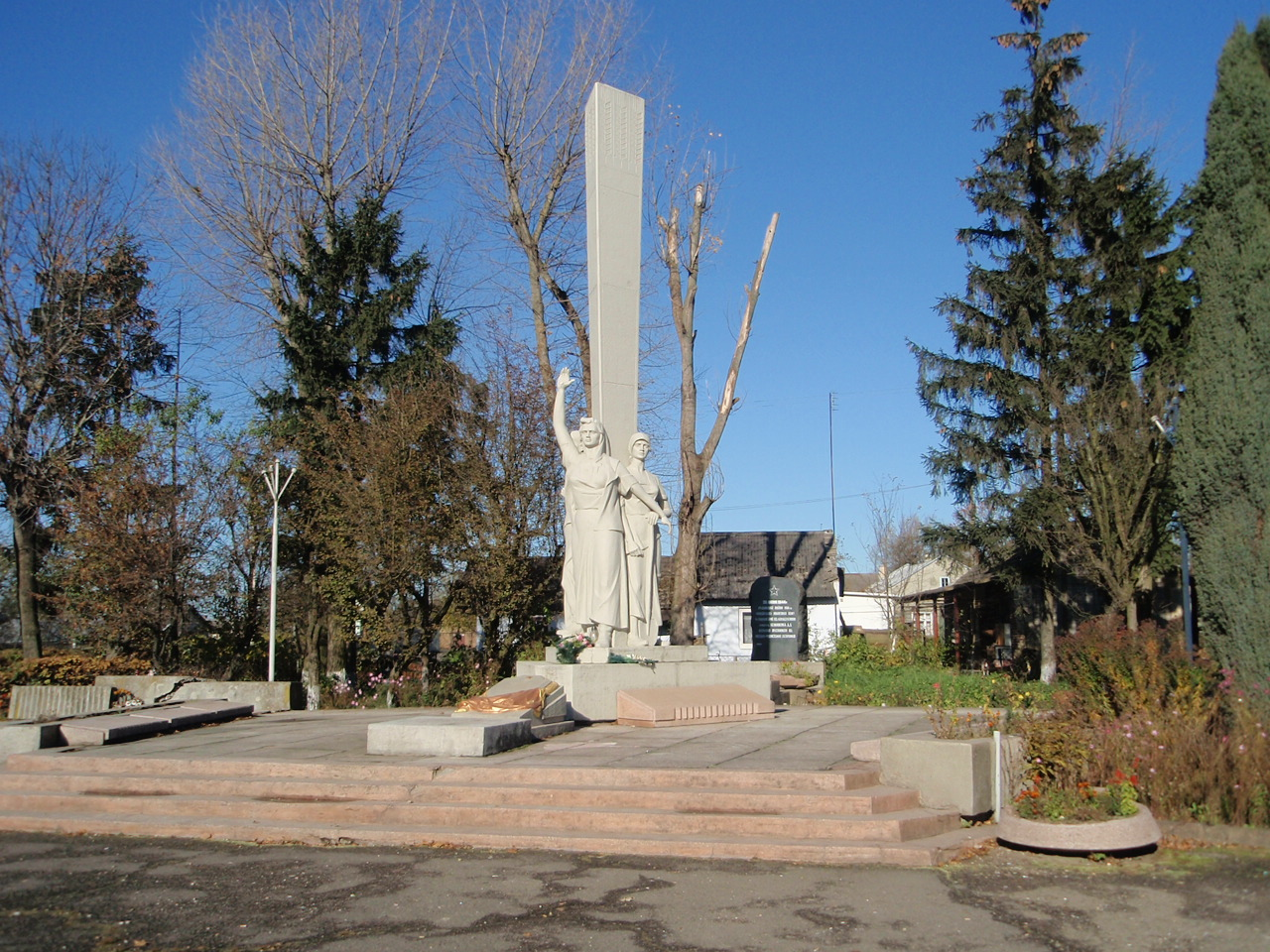
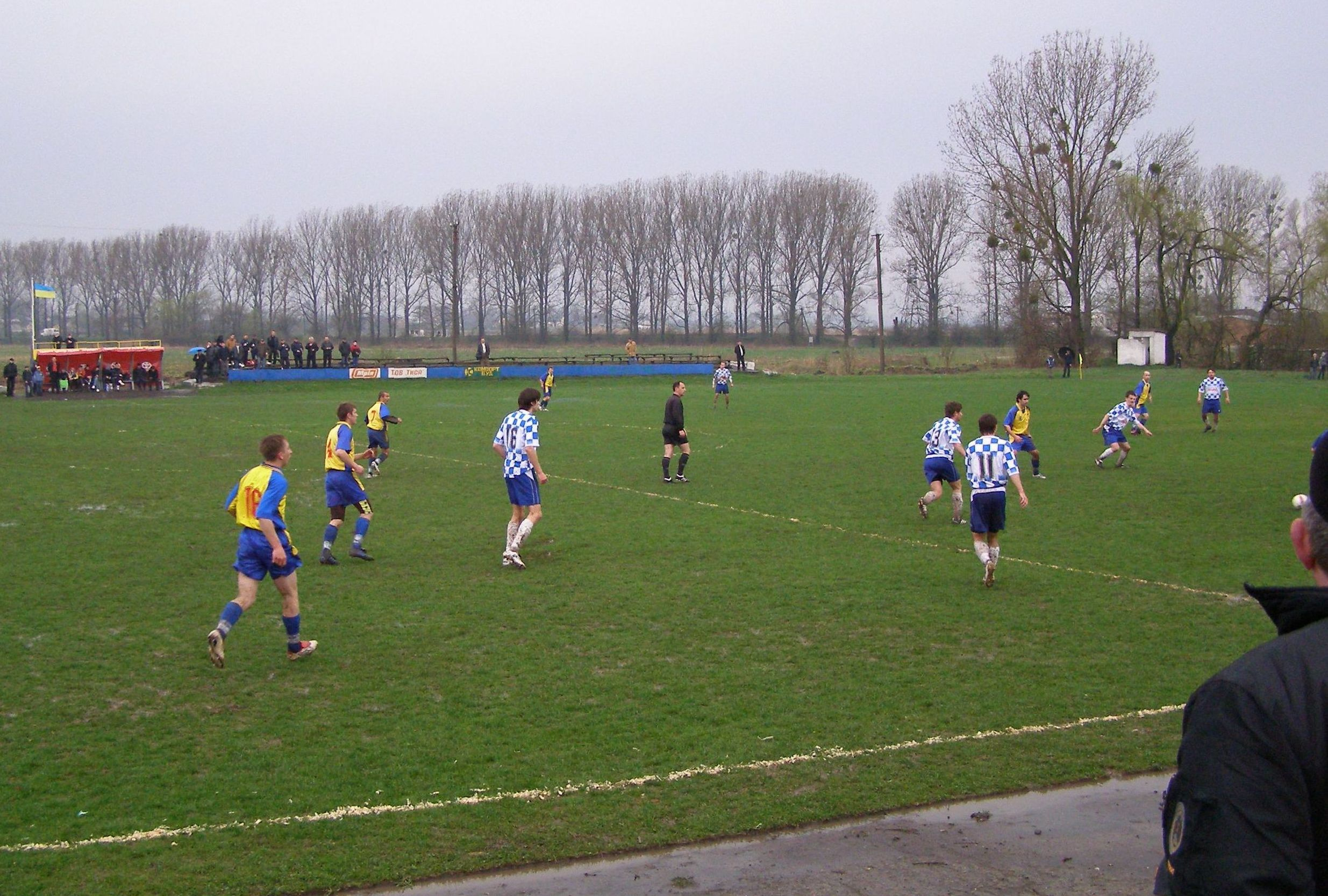
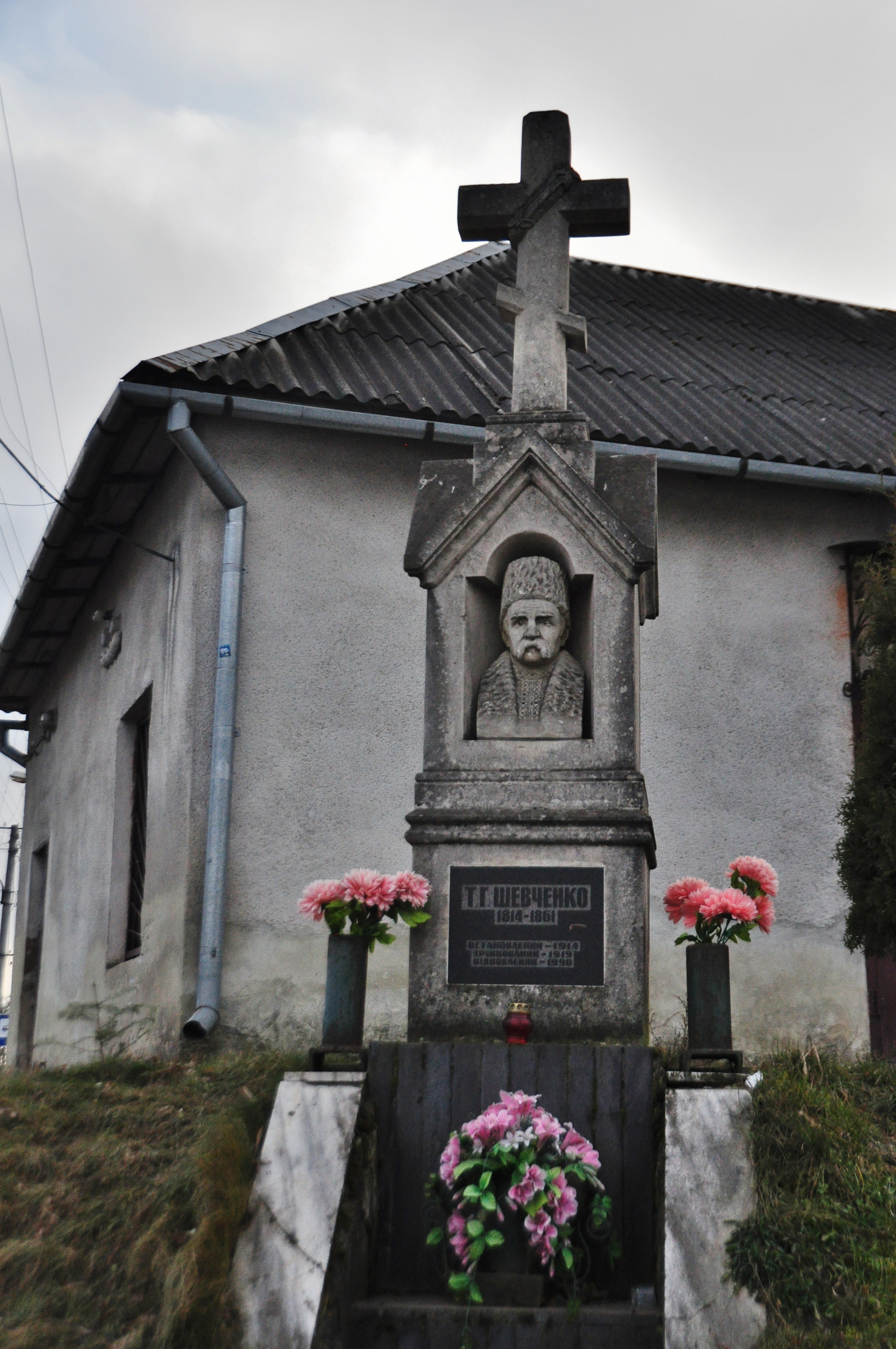

## Istorie
Regatul Poloniei 1410–1569

 Uniunea statală polono-lituaniană 1569–1772

 Imperiul Habsburgic 1772–1804

 Imperiul Austriac 1804–1867

 Austro-Ungaria 1867–1918

 Republica Populară a Ucrainei Occidentale 1918–1919

 Republica Polonă 1919–1939

 Uniunea Sovietică (ocupația) 1939–1941

 Imperiul German (ocupația) 1941–1944

 Uniunea Sovietică (ocupația) 1944–1945

 Uniunea Sovietică 1945–1991

 Ucraina 1991–prezent 